# Cléry, Savoie
Cléry este o comună în departamentul Savoie din sud-estul Franței. În 2009 avea o populație de 413 de locuitori.

## Evoluția populației
| An        | 1975 | 1982 | 1990 | 1999 | 2006 | 2009 |
| --------- | ---- | ---- | ---- | ---- | ---- | ---- |
| Populație | 188  | 204  | 215  | 226  | 366  | 413  |